# 華打魯 (新南威爾斯州)
華打魯，又譯窩打老、滑鐵盧，是澳洲新南威爾斯州雪梨的一個市區，位於雪梨商業中心區以南3（1.9英里）處，雪梨市地方政府行政區內。

## 歷史
華打魯得名於1815年滑鐵盧戰役。在該場戰役中，第一代威靈頓公爵與普魯士的布呂歇爾率領聯軍擊敗了拿破崙·波拿巴的軍隊。

## 知名居民
- 樂洛伊小子

## 外部連結
- Local Residents Group （页面存档备份，存于）
- Local Community Centre （页面存档备份，存于）
- Waterloo Guide - Sydney.com （页面存档备份，存于）